# Vierte Gewalt

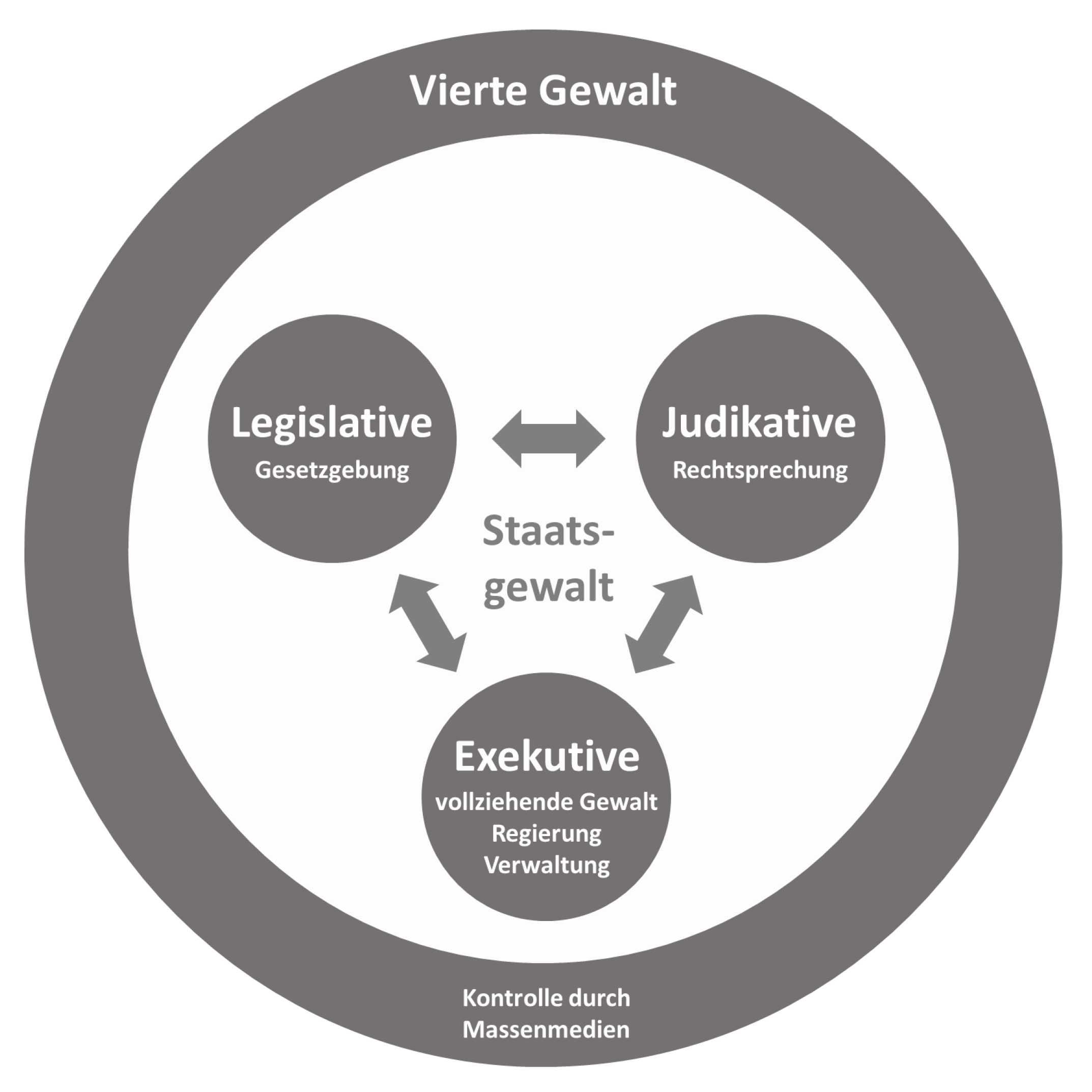
Vierte Gewalt zur Machtkontrolle der drei Staatsgewalten.

Vierte Gewalt oder vierte Macht wird als Ausdruck für die Massenmedien wie Presse und Rundfunk verwendet. Die „Vierte Gewalt“ stelle in einem System der Gewaltenteilung eine vierte, virtuelle Säule dar, die ohne gesetzlich verankerte Gewalt mittels wahrhaftiger Berichterstattung und Vermittlung der öffentlichen Meinung eine Kontrollfunktion über die drei Staatsgewalten Legislative, Exekutive und Judikative ausüben solle, um Machtmissbrauch zu verhindern.
Die richtige Schreibweise als Eigenname lautet die Vierte Gewalt.

## Aufgabe
Die Medien sind systemtheoretisch das „Beobachtungssystem der gesamten Gesellschaft“, indem sie ihr Bild der Gesellschaft zeichnen und dieses der Gesellschaft zur Selbstbeobachtung zurückspiegeln.
Die ideale Funktion der Massenmedien in einer Demokratie schließt ein: „umfassende und ausgewogene Berichterstattung, Sachlichkeit und gegenseitige Achtung, Wahrheitstreue in Inhalt, Stil und Formen der Wiedergabe und eine Präsentationsweise, die allen Bürgern und Bürgerinnen die Teilnahme an der öffentlichen Kommunikation ermöglicht.“ Sie haben eine große Verantwortung den Bürgern gegenüber, denn deren politisches Wissen hängt von der Darstellung der Politik in den Massenmedien ab. Diese haben einen „öffentlichen Auftrag“ und bestimmen, welche Themen in der Gesellschaft als relevant angesehen werden oder auch nicht. Dabei lebt die Demokratie von einer kritischen Öffentlichkeit.

„Die Presse erfüllt eine öffentliche Aufgabe, wenn sie in Angelegenheiten von öffentlichem Interesse Nachrichten beschafft und verbreitet, Stellung nimmt, Kritik übt oder auf andere Weise an der Meinungsbildung mitwirkt.“

Presserechtler Martin Löffler sah bereits in den 1950er Jahren „die Durchdringung des Staates durch die Parteien in der Bundesrepublik mittlerweile soweit fortgeschritten […], daß nahezu alle Gewalt mittelbar oder unmittelbar von ihnen ausgeht“. Staats- wie Presserechtler sahen die Notwendigkeit der Begrenzung der aufstrebenden Macht der Parteien, Löffler schrieb über die Vierte Gewalt in seinem vielzitierten Kommentar zum Presserecht:

„Die moderne Presse ist in der Lage und berufen, heute als vierter Träger der öffentlichen Gewalt gegenüber dem gefährlichen Machtstreben des […] Parteienstaats das gesunde Gegengewicht zu bilden.“

Die Aufgabe als Hüter der Demokratie bestätigte das Bundesverfassungsgericht 1966 in seinem historischen Urteil:

„Eine freie, nicht von der öffentlichen Gewalt gelenkte, keiner Zensur unterworfene Presse ist ein Wesenselement des freiheitlichen Staates; insbesondere ist eine freie, regelmäßig erscheinende politische Presse für die moderne Demokratie unentbehrlich. Soll der Bürger politische Entscheidungen treffen, muss er umfassend informiert sein, aber auch die Meinungen kennen und gegeneinander abwägen können, die andere sich gebildet haben. Die Presse hält diese ständige Diskussion in Gang“

Aufgabe der Massenmedien ist, die Kritik- und Kontrollfunktion des Parlamentes zu ergänzen und bei deren Versagen auch zu ersetzen. Der investigative Journalismus soll dazu Sachverhalte von politischer Relevanz veröffentlichen, die ansonsten willentlich verborgen bleiben würden. So sollen Missstände in Politik, Wirtschaft und Gesellschaft aufgedeckt werden. Daher gilt für Journalisten das „Gebot der Staatsferne“, sodass sie „unabhängig von den Institutionen der Macht arbeiten“ können. Nur so ist eine wirksame Kontrolle möglich.

## Hintergrund
Unterschiede bestehen unter anderem in der Benennung der ersten drei Gewalten. Die englische Bezeichnung (fourth estate) entspräche einem deutschen vierten Stand. Im französischen Sprachgebrauch wird von Gewalten (quatrième pouvoir) gesprochen. Grundlage dieser analogen Begriffsbildung ist das auf Charles de Montesquieu zurückgehende rechtsstaatliche Prinzip der Gewaltentrennung, wodurch die Staatsgewalt zwischen gesetzgebender Gewalt (Legislative, also das Parlament), ausführender Gewalt (Exekutive, also Regierung und Verwaltung) und rechtsprechender Gewalt (Judikative, also die Gerichte) aufgeteilt und somit beschränkt wird. Schon Jean-Jacques Rousseau hat die Presse als die vierte Säule des Staates bezeichnet. Im Kontext der liberalen Theorie der Presse, die ihre Blütezeit im 19. Jahrhundert erlebte, wurde die Bezeichnung der Presse als Vierte Gewalt gebräuchlich.
In Ergänzung zur Vierten Gewalt werden teils Lobbyismus oder soziale Medien bzw. digitale Öffentlichkeit als fünfte Gewalt bezeichnet.

## Geschichte

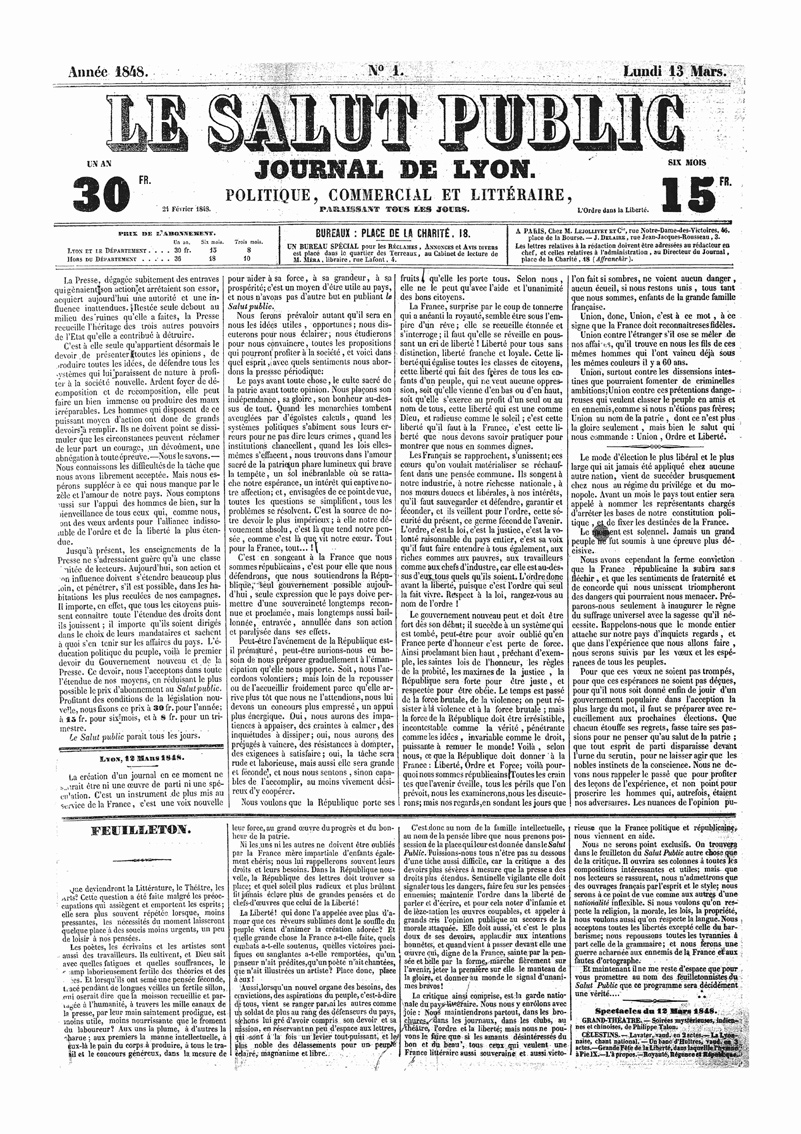
In der ersten Ausgabe der in Lyon erschienenen Tageszeitung Le Salut Public (dt. „Das öffentliche Wohl“) vom 13. März 1848 heißt es in eigener Sache: „Die Presse, plötzlich befreit von ihren Fesseln, die ihre Handlungsfreiheit einschränkten und ihren Aufschwung aufhielten, erlangt heute eine unerwartete Autorität und einen unerwarteten Einfluss.“
Die Presse nehme das Erbe der drei anderen Staatsgewalten an, zu deren Zerstörung sie beigetragen hat. – Vgl. Februarrevolution 1848, Zweite Französische Republik

Der österreichische Rechtsphilosoph und Publizist René Marcic nahm den Begriff in den 1950er-Jahren wieder auf – der sich weniger auf die Legalverfassung als auf die Realverfassung bezieht. Damit wird die Forderung nach einer Verfassungsreform im Sinne einer stärkeren Rücksichtnahme auf die Realverfassung ausgedrückt, auch um einem Missbrauch der Medien entgegenzuwirken. Zugleich fordert der Begriff von Publizisten ein Berufsethos, das im Interesse von Demokratie und Rechtsstaat dem Auftrag der freien Meinungs- und Willensbildung gerecht wird.
Seit der von René Marcic angeregten Diskussion hat sich manches, wenigstens im Ansatz, weiter entwickelt: Das Grundgesetz räumt den Medien als Kollektiv zwar keine etwa den drei eigentlichen Staatsgewalten äquivalente herausgehobene Stellung ein. Dennoch kommt das Bundesverfassungsgericht in einem Urteil vom 25. April 1972 zu dem Schluss, dass „die freie geistige Auseinandersetzung ein Lebenselement der freiheitlichen demokratischen Ordnung in der Bundesrepublik und für diese Ordnung schlechthin konstituierend [ist]. Sie beruht entscheidend auf der Meinungs-, Presse- und Informationsfreiheit, die als gleichwertige Garanten selbständig nebeneinander stehen.“
Damit konkretisierte das Gericht seine diesbezüglichen Äußerungen des Lüth-Urteils von 1958. Da hatte es noch relativ allgemein auf den konstitutiven Charakter des Grundrechtes auf freie Meinungsäußerung aufmerksam gemacht: „Das Grundrecht auf freie Meinungsäußerung ist als unmittelbarster Ausdruck der menschlichen Persönlichkeit in der Gesellschaft eines der vornehmsten Menschenrechte überhaupt […]. Für eine freiheitlich-demokratische Staatsordnung ist es schlechthin konstituierend, denn es ermöglicht erst die ständige geistige Auseinandersetzung, den Kampf der Meinungen, der ihr Lebenselement ist. Es ist in gewissem Sinn die Grundlage jeder Freiheit überhaupt.“
Mit Blick auf ihre erfolgreiche Geschichte der investigativen Recherchen setzte sich die Washington Post 2017 den Schutz der Demokratie als Motto:

“Democracy dies in darkness”

„Die Demokratie stirbt im Dunkeln“

## Wirksamkeit der Kontrolle
Siegfried Weischenberg urteilt, man müsse die öffentliche Aufgabe, die der Journalismus nach höchster Rechtsprechung wahrnehmen soll, „inzwischen mit der Lupe suchen“: „Im gesamten Journalismus wird zunehmend mehr die Kritikerrolle zur Disposition gestellt. Die Krise des Journalismus […] erweist sich vor allem als Krise seiner Kritikfunktion; sie wird obsolet, wenn die Distanz fehlt und die Relevanz sowieso. Dies gilt schon traditionell für den strukturell korrupten Motor- und Reisejournalismus sowie einen Teil der Wirtschaftspublizistik.“ Bezahlte Journalisten seien, um ihre immer knappere Arbeit zu behalten, wegen der Einschaltquoten und der Werbung-Abhängigkeit, tendenziell wie in der PR mehr am Mainstream orientiert. Unabhängiger Fach- und Bürgerjournalismus sei investigativer.
Akteure wie Regierungen, Großunternehmen, Parteien nehmen durch professionelle Öffentlichkeitsarbeit regelmäßig mittels Strategischer Kommunikation auch verdeckten Einfluss auf die Berichterstattung. Aus solchen Erfahrungen speist sich Misstrauen gegenüber der Vierten Gewalt, das sich in der Unterscheidung zwischen „öffentlicher Meinung“ und „veröffentlichter Meinung“ ebenso wie in Buchtiteln wie Manufacturing Consent niederschlägt.
Auch Praktiker des Medienbetriebs wie Ulrich Wickert stellen die Funktion der Vierten Gewalt infrage. 2016 erklärte er, der Anspruch sei schon immer falsch gewesen, eine demokratische Legitimierung der Presse gebe es nicht. Stattdessen seien Medien in größten Teilen ein Teil der Wirtschaft. „Medien sind geprägt durch wirtschaftliche Interessen. Verlage müssen sich überlegen: Wie verkaufe ich mein Blatt? Wie viel Gewinn mache ich? Das ist in meinen Augen schon eine Beschränkung der Vierten Gewalt.“
Im Jahr 2022 waren in Deutschland 41 Prozent der Ansicht, die Medien seien frei von unzulässiger politischer Einflussnahme, in Österreich waren es 23 Prozent und in der Schweiz 37 Prozent.